# Мю Цефея
Мю Цефе́я (μ Cep / μ Cephei) (также известна как «Гранатовая звезда Гершеля») — красный сверхгигант или красный гипергигант в созвездии Цефея. Одна из самых больших и самых мощных (полная светимость в 350 000—475000 раз выше солнечной) звёзд в нашей Галактике и принадлежит к спектральному классу M2Ia.

## История
Глубокий красный цвет Мю Цефея был отмечен Уильямом Гершелем: «…очень насыщенный гранатовый цвет, такой же, как у Омикрон Кита». После его исследований эту звезду часто называют «Гранатовая звезда Гершеля». Джузеппе Пьяцци внёс её в свой каталог под именем Garnet Sidus (гранатовое созвездие). В середине 19-го века её переменность открыл Джон Рассел Хайнд в обсерватории Бишопа. Она также называется Эракис, видимо, это ошибочное название, приведённое чешским астрономом Антонином Бечваржем (Antonín Bečvář) в атласе 1951 года, когда он перепутал её с Мю Дракона, которая имеет собственное название Арракис.

## Свойства
Мю Цефея — одна из самых больших и ярких звёзд; видима невооружённым глазом. В северном полушарии наилучшее время наблюдения — с августа по январь.
Звезда примерно в 1420—1650 раз больше Солнца (радиус равен 6,6—7,7 а. е.) и если бы была помещена на его место, то её окружность находилась бы между орбитами Юпитера и Сатурна. Мю Цефея могла бы вместить в себя миллиард солнц и 2,7 квадриллиона Земель. Если бы Земля была размером с мячик для настольного тенниса (4 см), Мю Цефея была бы высотой 9,5 останкинских телебашен (5,13 км).
Мю Цефея — полуправильная переменная звезда типа SRc, изменяющая блеск в интервале от 3,43m до 5,1m с периодом от 2 до 2,5 лет. В. Цесевичу удалось установить периодичность сложной кривой изменений блеска, она — результат сложения трёх колебаний с периодами 90, 750 и 4675 дней. Причины — беспорядочные пульсации и непериодические извержения раскалённых газов из недр звезды в космос.
Мю Цефея в 60 тысяч раз ярче Солнца. Складывая её видимую яркость, инфракрасное излучение и звёздный ветер можно вычислить, что её болометрическая светимость в 350 000 раз больше солнечной.
В научной литературе по измерению параллакса приводятся различные оценки расстояния до звезды от 390 до 1600 парсек (от 1300 до 5200 св. лет), однако, в последнее время общепринятой является верхняя оценка (5200 св. лет). Температура поверхности звезды — 3700 К.
Мю Цефея — умирающая звезда, находящаяся на последних стадиях звёздной эволюции. Она уже начала сжигать гелий, синтезируя из него углерод, в то время как звёзды на главной последовательности сжигают водород и синтезируют из него гелий. Гелий-углеродный цикл свидетельствует, что звезда заканчивает свою эволюцию и, вероятно, она в течение не более нескольких миллионов лет взорвётся как сверхновая звезда, а её массивное ядро может сколлапсировать в чёрную дыру.
Мю Цефея — тройная звезда; основные компоненты Мю Цефея B и Мю Цефея C имеют видимую звёздную величину 12,3m и 12,7m и находятся на угловом расстоянии 20,93 угловых секунд и 42,68 угловых секунд (соответственно) от главной звезды.

## Компоненты
| Название                    | Прямое восхождение | Склонение    | Видимая звёздная величина | Спектральный класс | Ссылка |
| --------------------------- | ------------------ | ------------ | ------------------------- | ------------------ | ------ |
| μ Cep B (CCDM J21435+5847B) | 21ч 43м 27,8с      | +58° 46′ 45″ | 12,3m                     | M0                 | Simbad |
| μ Cep C (CCDM J21435+5847C) | 21ч 43м 25,6с      | +58° 47′ 08″ | 12,7m                     | A                  | Simbad |

продолжение
| Название | Масса    | Радиус   | Светимость | Температура | Вращение |
| -------- | -------- | -------- | ---------- | ----------- | -------- |
| μ Cep B  | 2-5 M☉   | 24 R☉    | 36,58 L☉   | 3850 K      | 15,2 д.  |
| μ Cep C  | ~ 2,5 M☉ | ~ 2,5 R☉ | 25,34 L☉   | ~9000 K     | 0,5 д.   |